# سرعة كونية

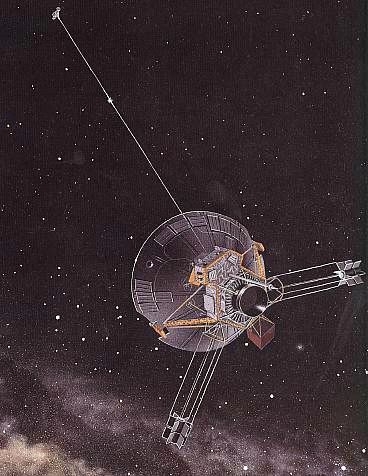

السرعة الكونية في سنة 1883، قام الكاتب الروسي قسطنطين تسيولكوفسكي بنشر كتابه الفضاء الحر المبادئ الأساسية لبناء صواريخ نفاثة، كسبيل وحيد للهروب من الجاذبية الأرضية. قام تسيولكوفسكي بتقديم ثلاثة سرعات دنيا على وجه نظري، السرعة الكونية الأولى، الثانية، والثالثة على الترتيب. المفاهيم المقدمة يمكن تعميمها على أي كوكب أو جرم سماوي داخل المجموعة الشمسية.

## حالة كوكب الأرض

### السرعة الكونية الأولى
السرعة الكونية الأولى هي السرعة المدارية الأدنى حول كوكب الأرض (نظريا). أي الحد الأدنى للسرعة الواجب توفيرها لجسم ما، من أجل أن يتخذ مدارا سفليا حول كوكب الأرض، وتعطى بالمعادلة التالية:
{\displaystyle {\frac {v_{1}^{2}}{R}}={\frac {G\,M_{\oplus }}{R^{2}}}},
حيث:
- {\displaystyle {R}\ } نصف قطر كوكب الأرض 6370 كيلومتر (يذكر أنه للإفلات من الغلاف الجوي على الواقع، يجب الارتقاء إلى ارتفاعات تتعدى الـ200 كم )
- {\displaystyle {M_{\oplus }}\ }  6×1024 kg كتلة كوكب الأرض
- {\displaystyle {G}\ } 6, 674 . 10 -11 . m 3 / kg / s 2 ثابت الجاذبية

هذه المعادلة تعني أن قوة الجاذبية المطبقة من طرف الأرض  ({\displaystyle G\,M_{\oplus }\,m/R^{2}},  حيث m هي كتلة الجسم المراد وضعه في المدار) مساوية تاما لقوة النبذ المركزي ({\displaystyle mv_{1}^{2}/R}) المطبقة على الجسم وهو يدور في مداره حول الأرض

وبذلك السرعة الكونية الأولى تساوي:
{\displaystyle v_{1}\simeq 7,\!9\;{\rm {km}}\cdot {\rm {s}}^{-1}\simeq 28\,500\;{\rm {km}}\cdot {\rm {h}}^{-1}}.
والتي كما سبق الإشارة إله تمثل قيمة نظرية لا غير، لأنها لا تأخذ في الحسبان احتكاكات الغلاف الجوي الأرضي.

### السرعة الكونية الثانية
السرعة الكونية الثانية، هي سرعة الإفلات من الجاذبية الأرضية بالنسبة لجسم يغادر منطقة جذب كوكب الأرض نهائيا، مثل المسابير المتجهة للكواكب البعيدة أو الرحلات المأهولة للمريخ على سبيل المثال، وتعطى بالعبارة : 
{\displaystyle {\frac {v_{2}^{2}}{2}}={\frac {G\,M_{\oplus }}{R}}}

جدير بالذكر أن هذه العبارة لا تأخذ بالحسبان جاذبية الشمس وجاذبية مجرتنا اللتان تداخلان مع الجاذبية الأرضية وبالتالي يحدثان فرقا طفيفا في المعادلة.
{\displaystyle v_{2}\simeq 11,\!2\;{\rm {km}}\cdot {\rm {s}}^{-1}\simeq 40\,300\;{\rm {km}}\cdot {\rm {h}}^{-1}}.

### السرعة الكونية الثالثة
السرعة الكونية الثالثة، هي سرعة الإفلات من جاذبية الشمس بالنسبة لجسم يتخذ مدارا حول كوكب الأرض.
- {\displaystyle {a}\ } لمسافة بين الأرض والشمس أي وحدة فلكية واحدة والتي تساوي 149.6 مليون كم.
- {\displaystyle {M_{\odot }}} 1,9891 . 10 30 kg.

{\displaystyle v_{3}^{\prime }\simeq 42,1\;{\rm {km}}.{\rm {s}}^{-1}}.